# بخش آناند
بخش اناند (به انگلیسی: Anand district) یک بخش در هند است که در گجرات واقع شده‌است.

## خصوصیات
شهرستان اناند ۴٬۶۹۰ کیلومترمربع مساحت و ۲٬۰۹۰٬۲۷۶ نفر جمعیت دارد.